# Лесовое (Корюковский район)
Лесовое (укр. Лісове) — село в Корюковском районе Черниговской области Украины. Население 21 человек. Занимает площадь 0,159 км².
Код КОАТУУ: 7422487904. Почтовый индекс: 15321. Телефонный код: +380 4657.

## История
В 1945 г. Указом Президиума ВС УССР хутор Язвы переименован в Лесовый

## Власть
Орган местного самоуправления — Рыбинский сельский совет. Почтовый адрес: 15321, Черниговская обл., Корюковский р-н, с. Рыбинск, ул. Зелёная, 37.